# Jackson DeGovia
Jackson „Jack“ DeGovia (* 22. März 1941 in Oklahoma City, Oklahoma) ist ein US-amerikanischer Filmarchitekt.

## Leben
Jackson „Jack“ DeGovia studierte zunächst Englisch an der Universität von San Francisco, ehe er sich als Bühnenbildner und Ausstatter an mehreren Theatern San Franciscos verdingte. Zu den bekanntesten von ihm szenenbildnerisch betreuten Stücken gehört die Nervenheilanstalt-Groteske Einer flog über das Kuckucksnest. 
Im Jahr 1972 wurde Jack DeGovia als Architekt für John Kortys Fernsehfilm The People verpflichtet, im Jahr darauf betreute er mit Robert Altmans Outlawdrama Diebe wie wir seinen ersten bedeutenden Kinofilm. Im Laufe der 1980er Jahre etablierte sich DeGovia als einer der führenden Filmarchitekten Hollywoods. Er entwarf vor allem die Dekors für kostspielige und aufwendige Mainstreamunterhaltung wie Speed, Sister Act und Volcano sowie für mehrere Actionstreifen mit Bruce Willis (Stirb langsam, Stirb langsam: Jetzt erst recht, Hudson Hawk).
Über die Arbeit für das Kino hinaus blieb Jackson DeGovia auch weiterhin sporadisch für das Fernsehen aktiv; so entwarf er beispielsweise Anfang der 1980er Jahre das optische Design zu dem Weltkriegs-Mehrteiler Der Feuersturm.

## Filmografie
Kinofilme, wenn nicht anders angegeben
- 1973: Fans – Fans – Fans – Runter mit den Pants (The Cheerleaders)
- 1974: Diebe wie wir (Thieves Like Us)
- 1975: Der Gangsterboss von New York (Lepke)
- 1975: Prisoners
- 1979: Boulevard des Todes (Boulevard Nights)
- 1979: Butch & Sundance – Die frühen Jahre (Butch & Sundance: The Early Days)
- 1980: Die Schulhofratten von Chicago (My Bodyguard)
- 1980: It’s My Turn – Ich nenn’es Liebe (It’s My Turn)
- 1983: Der Feuersturm (Winds of War) (Fernsehmehrteiler)
- 1983: Spacehunter – Jäger im All (Spacehunter: Adventures in the Forbidden Zone)
- 1984: Die rote Flut (Red Dawn)
- 1985: Remo – unbewaffnet und gefährlich (Remo Williams: The Adventure Begins …)
- 1986: ’Nacht, Mutter (Night Mother)
- 1986: Sei stark, Cassie (Nobody’s Fool)
- 1987: Roxanne
- 1988: Stirb langsam (Die Hard)
- 1988: Punchline – Der Knalleffekt (Punchline)
- 1988: Zurück aus der Hölle (In Country)
- 1989: Dad (Dad)
- 1991: Hudson Hawk
- 1992: Sister Act
- 1994: Speed
- 1995: Stirb langsam: Jetzt erst recht (Die Hard With a Vengeance)
- 1996: Vier lieben dich (Multiplicity)
- 1997: Volcano
- 1998: My Giant
- 1999: Bowfingers große Nummer (Bowfinger)
- 2001: The Score
- 2001: Joe Jedermann (Joe Somebody)
- 2002: The Funkhousers (Fernsehkurzfilm)
- 2004: Die Frauen von Stepford (The Stepford Wives)
- 2005: Jungfrau (40), männlich, sucht … (The 40 Year Old Virgin)
- 2007: Anamorph – Die Kunst zu töten (Anamorph)
- 2008: Nie wieder Sex mit der Ex (Forgetting Sara Marshall)
- 2008: Drillbit Taylor – Ein Mann für alle Unfälle (Drillbit Taylor)